# Monno
Monno is een gemeente in de Italiaanse provincie Brescia (regio Lombardije) en telt 573 inwoners (31-12-2004). De oppervlakte bedraagt 30,7 km², de bevolkingsdichtheid is 20 inwoners per km².

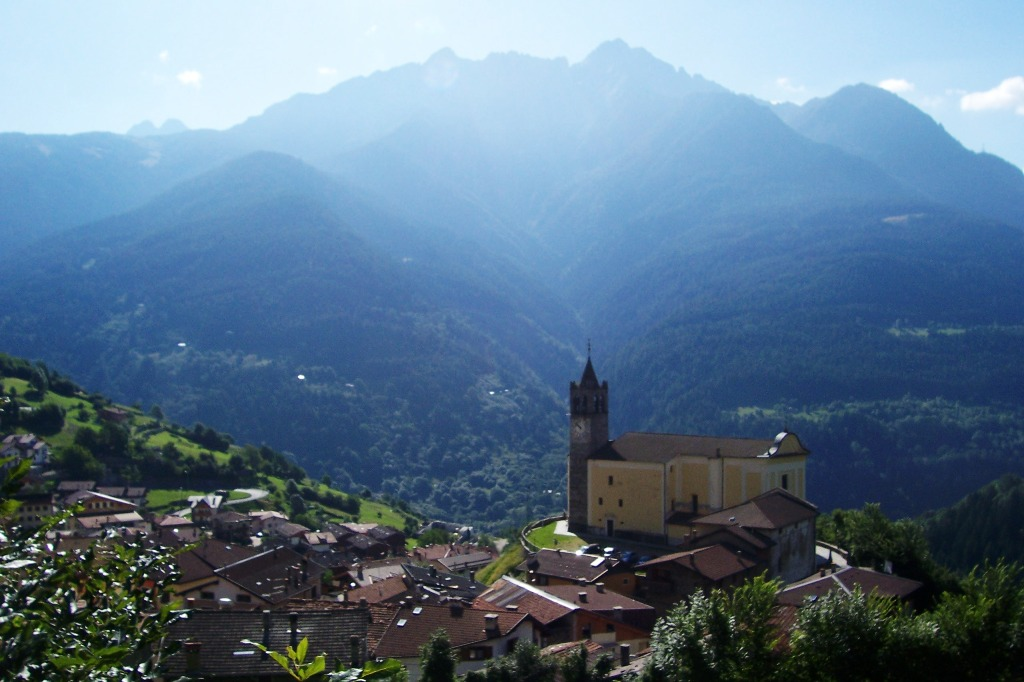
Uitzicht over Monno
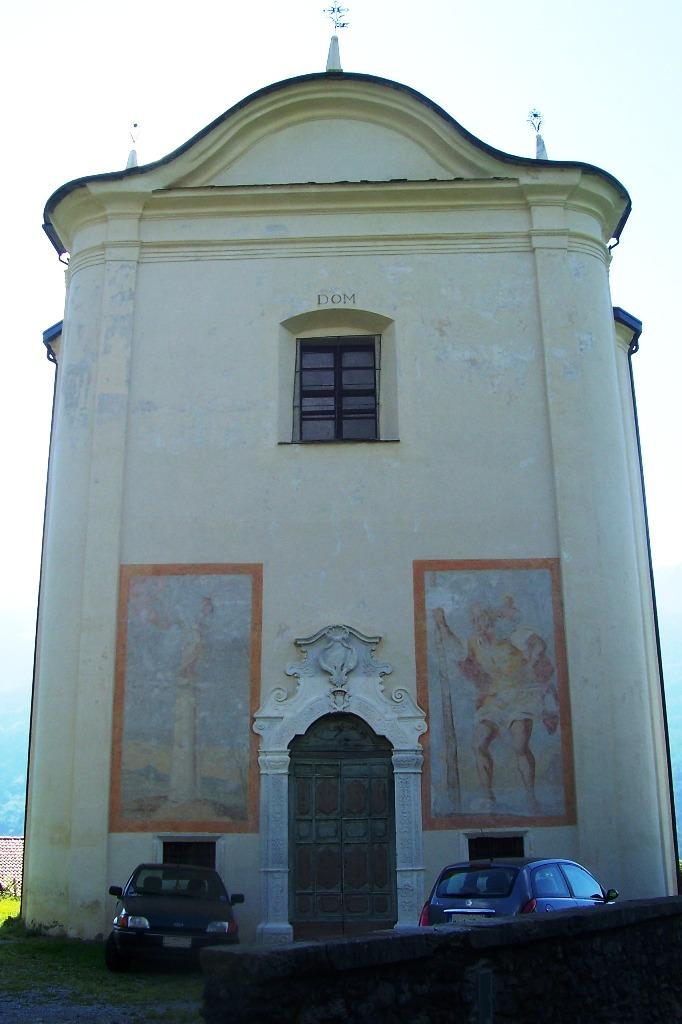
SS Sebastiano e Fabianokerk, Monno
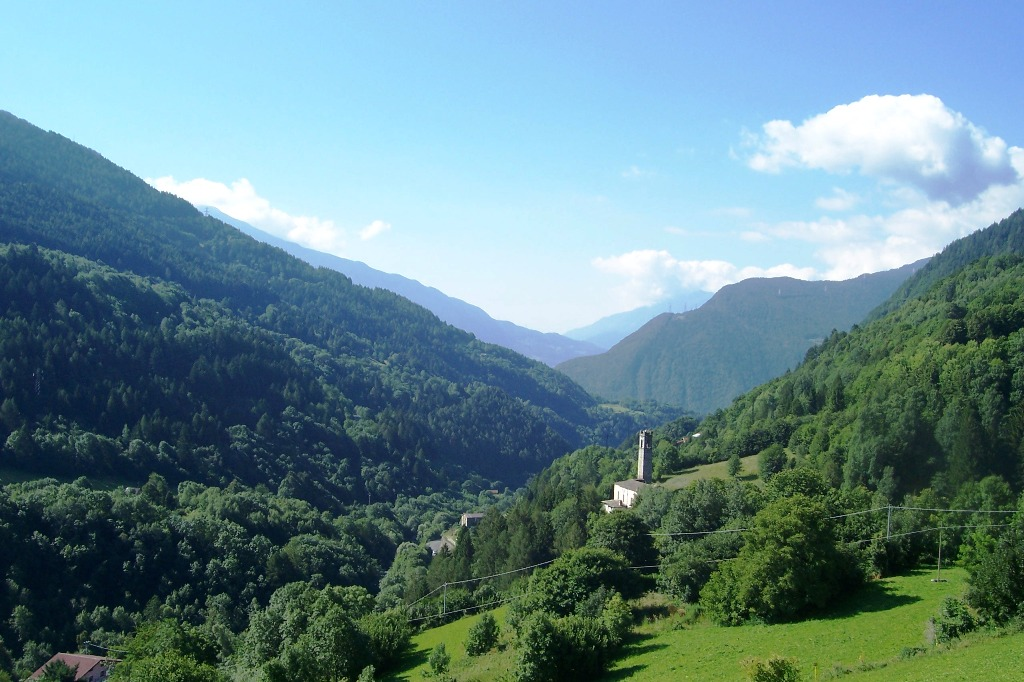
San Brizio, Monno

## Demografie
Monno telt ongeveer 267 huishoudens. Het aantal inwoners steeg in de periode 1991-2001 met 2,8% volgens cijfers uit de tienjaarlijkse volkstellingen van ISTAT.
| Jaar | Inwoneraantal |
| ---- | ------------- |
| 1991 | 570           |
| 2001 | 586           |

## Geografie
Monno grenst aan de volgende gemeenten: Edolo, Grosio (SO), Grosotto (SO), Incudine, Mazzo di Valtellina (SO), Tovo di Sant'Agata (SO), Vezza d'Oglio.